# 黑倫維斯湖

48°40′6.300756″N 8°17′43.929086″E / 48.66841687667°N 8.29553585722°E
黑倫維斯湖（德語：Herrenwieser See），是德國的湖泊，位於該國西南部，由巴登-符騰堡州負責管轄，處於福爾巴赫，長0.2公里、寬0.1公里，面積0.01平方公里，海拔高度830米，最大水深9.5米。